# 총리대신 관저
수상 관저(首相官邸)는 일본 내각총리대신이 집무를 행하는 건물이다. 총리대신 관저(総理大臣官邸)라고도 불리고 있으며, 일본 내각관방을 관용적인 표현으로 관저라고 할 때도 많다. 도쿄도 지요다구 나가타초에 위치하고 있다.

## 현재 관저 (2002년 ~ )

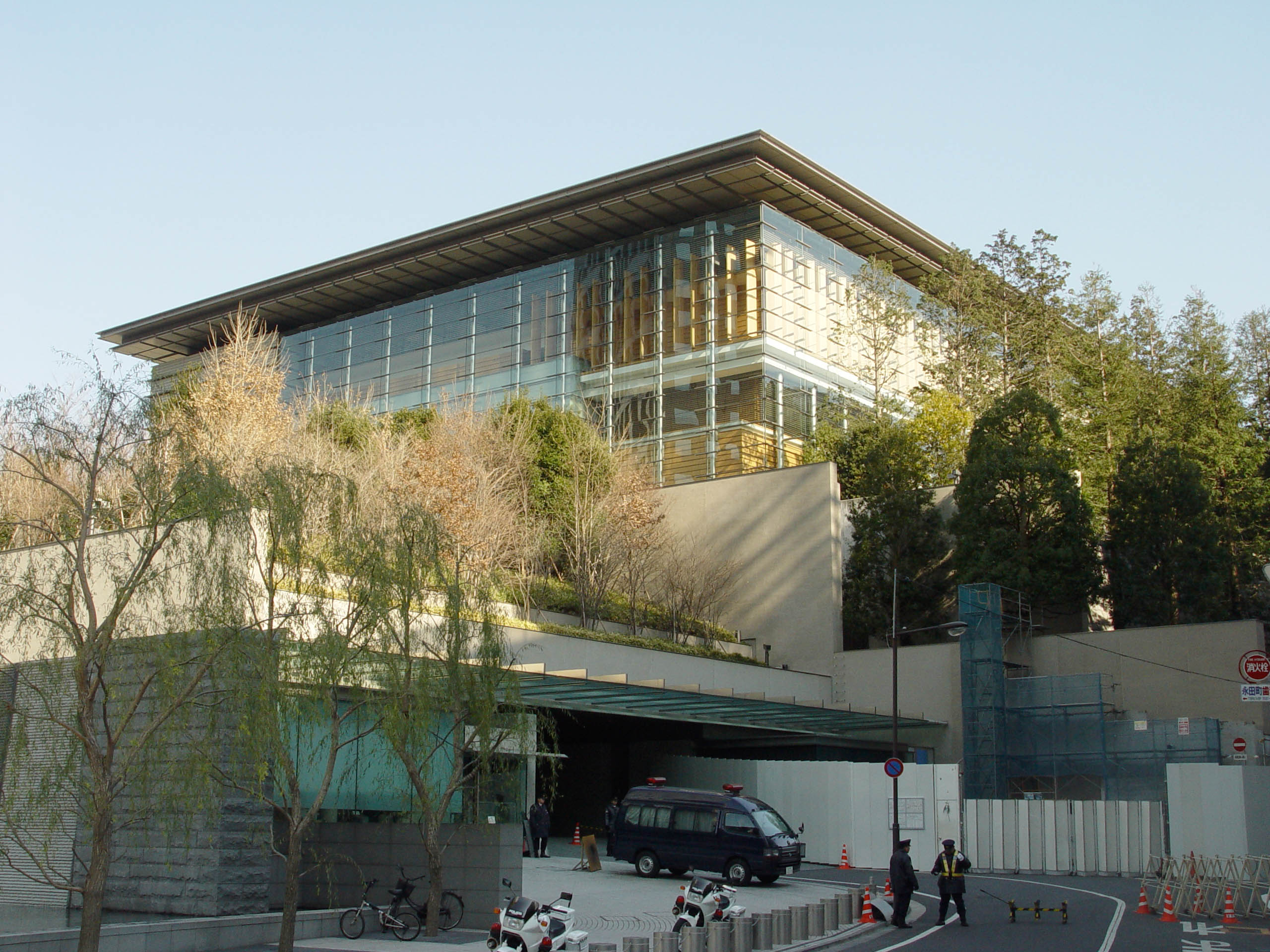
수상 관저

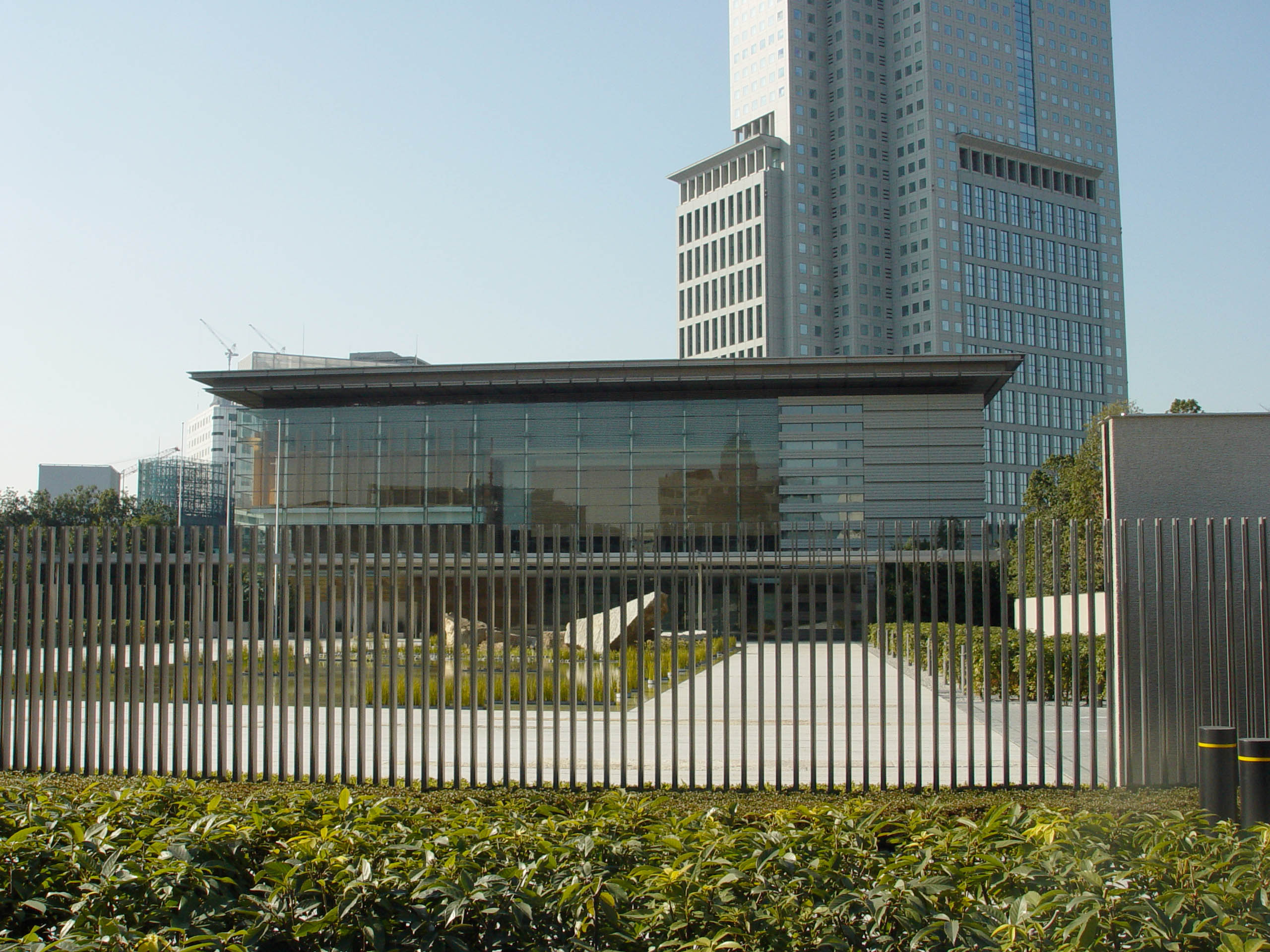
수상 관저

현재의 관저는 2002년 4월 22일부터 사용하고 있다. 지상 5층, 지하 1층의 철골철근콘크리트구조로, 최상층인 5층에는 내각총리대신과 내각관방장관, 내각관방 부장관의 집무실이 위치해 있고, 4층에는 각의실과 내각집무실이 위치해 양 층에 집무 기능이 집중되어 있다. 3층은 사무실과 현관 홀, 2층에는 리셉션 룸과 귀빈실이 있으며, 1층에는 기자회견실과 기자실 등의 홍보 관련 시설이 있다. 지하는 위기관리센터가 위치하며, 옥상에는 헬리포트가 설치되어 있다. 경사지에 건조하여 서측 출입구는 1층이지만, 동측 출입구는 3층이다. 같은 부지 내에 관방장관의 공저와 숙사 등이 위치해 있다.
공사시에 산노파크타워나 캐피탈 도큐 호텔 등의 고층 빌딩이 새 관저에 인접해 있는 것이 문제가 되자, 관저에서는 이와 접한 측의 창문을 제거하는 등의 설계 변경과 함께 고층 빌딩의 관저와 접한 측면의 창문이 열리지 않도록 개조했다. 또한 부지에 높이 5미터 이상의 콘크리트 방호벽을 조성하여 테러 대책을 도모하였다. 주변 도로는 경찰관에 의해 엄호되어, 보행자 통행은 가능하지만 일반 차량의 통행은 규제된다. 또한 부지 내의 경비는 경시청 경비부 경호과 총리대신관저 경비대가 담당하고, 주변은 경시청 경비부 기동대(총 9대)가 돌아가며 담당하고 있다.

### 현황
- 면적 : 4만 6천 평방미터
- 건평 : 2만 5천 평방미터

- 건물 크기: 가로 90미터, 세로 50미터, 높이 35미터

- 구조 : 지상 5층, 지하 1층
- 건축 결정 : 1987년 (나카소네 내각)
- 기공 : 1999년 5월 22일 (오부치 내각)
- 준공 : 2002년 4월 22일 (고이즈미 내각)
- 건설비 : 435억 엔 (총 공사비 약 700억 엔)
- 설계 : 건설대신관방 관청영선부

### 구 수상 관저
새 관저의 완공과 함께 구 관저를 개축하여 영빈 기능을 갖춘 총리대신 관사로 사용하게 되었다. 일단 2003년 10월부터 약 1달에 걸쳐 건물 전체를 남쪽으로 약 50미터 옮기고, 다실이나 일본식 객실 등을 새로 갖추었다. 또한 연료전지에 의한 발전·난방 시스템과 태양광 발전이나 풍력 발전 등의 각종 설비를 도입하였다. 2005년 4월에 완공되어, 고이즈미 준이치로 총리가 정권 5주년을 맞이하여 2005년 4월 26일에 이사했다.
2005년 10월에 고이즈미 총리가 관사 정원에서 버섯을 발견하여 식용 여부를 조사하도록 하였으며, 버섯이 환각 버섯의 일종으로 마약 원료 식물로 지정되어 있는 것으로 밝혀져 제거되었다.
사토 에이사쿠 전 수상의 부인 사토 히로코(佐藤寛子)는 관저를 두고 “수상이 재임 기간 동안 총리대신 공저에서 계속 사는 것이 정권이 오래가는 비결”이라고 이야기 한 바 있다.

## 구 수상 관저 (1929년 ~ 2002년)

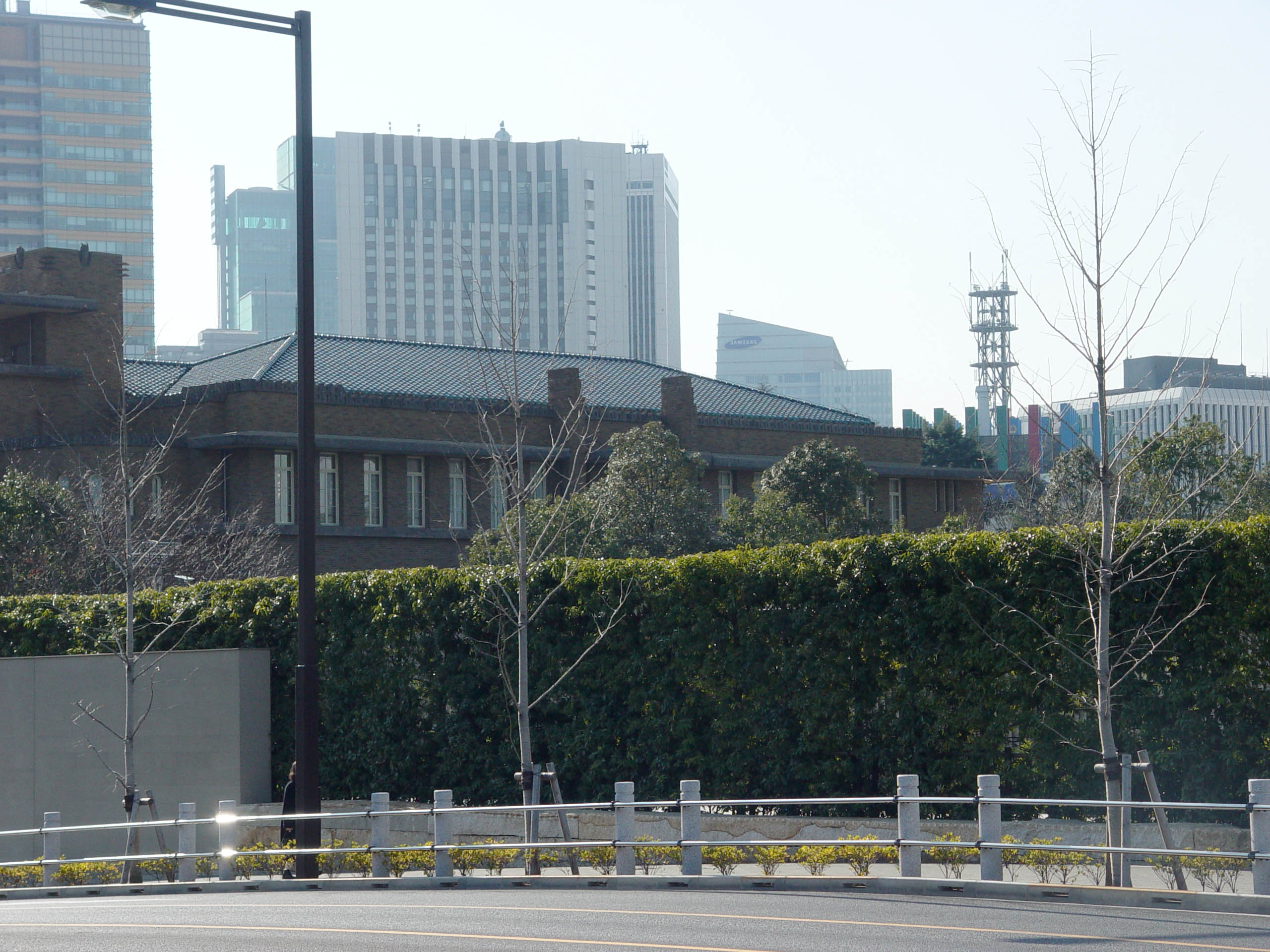
구 수상 관저

다이쇼 시대 말부터 쇼와 시대 초에 걸쳐 유행한 아르데코, 표현주의 등의 건축 양식을 취하여 문화적으로도 가치가 높다고 불리는 건물이다. 구 제국호텔 본관 등의 설계로 알려진 프랭크 로이드 라이트의 디자인을 닮아 ‘라이트 풍’으로도 불렸지만, 실제 설계자는 당시 일본 재무성 영선관재국 공무부 공무과 제2제도계장이었던 시모모토 무라지(下元連)이다. 1층의 서측 계단은 조각(組閣)시에 각료가 기념 촬영을 하는 곳으로 널리 알려졌다.

### 구 관저 정보
- 1929년 3월 18일에 준공.
- 철골 콘크리트 4층 건물
- 건평 7천 평방미터
- 설계 : 시모모토 무라지

### 구 관저에 얽힌 이야기
- 다른 관서와는 달리 각 방의 이름이 없었으며, 관저 또한 미로와 같은 구조로 되어 있어 역대 총리가 관저에서 길을 잃는 경우가 종종 있었다.
- 중대한 사건이 일어나면 관저 내의 소식당(小食堂)이 위기관리센터의 역할을 맡았다(지금의 관저에는 위기관리실이 설치되어 있다).
- 총리의 집무실 앞에서 기자가 잠복 취재를 하는 경우가 있었다(지금의 관저는 경비상의 이유로 취재 시설과 집무 시설 지역이 분리되어 있다).
- 부총리의 집무실도 있었지만, 천장이 낮아 압박감이 있다는 이유로 사용되지는 않았고, 역대 부총리 대부분이 총리부의 집무실을 이용했다.
- 1932년의 5·15 사건, 1936년의 2·26 사건 등의 무대가 되어 다수의 사망자가 생긴 적이 있다. 정면 현관에는 2·26 사건 때의 탄흔이 아직도 남아있다고 한다. 또한 관저 내에 군복을 입은 유령이 나온다는 소문이 있었다(모리 전 수상도 목격).
- 태평양 전쟁 중에는 총리가 긴급히 탈출하기 위한 지하 터널이 존재하고 있었다. 개축시까지 남아 있었다는 설도 있지만, 실제로는 고도 경제 성장기의 지하철 공사나 주변 지역의 재개발 등으로 금방 헐어졌다고 한다.
- 도조 히데키 총리 재임시에는 라디오 연설을 위한 방이 있었다(태평양 전쟁의 개전 연설도 여기에서 했다고 한다).
- 호소카와 모리히로 총리 재임시에는 집무실의 벽이 살풍경하다고 새로 도배한 적이 있다.
- 관저 기자 클럽의 1층에는 1992년까지 스위스라고 불리는 작은 식당이 있어, 역대 총리가 자주 음식을 주문한 적이 있다고 한다.
- 바퀴가 대량으로 나온다고 한다.

## 초대 관저
내각 제도 창설 이후 구 관저가 완성된 1929년까지 사용되었다. 서양풍의 목조 2층 건물로, 태정대신 관사를 전용한 것으로 보고되어 있다.

## 사건
- 2015년 4월 22일 - 수상 관저 무인기 추락 사건이 일어남.

## 참고 문헌
- 《首相官邸・今昔物語》, 大須賀瑞夫, 아사히 소노라마, 1995년 2월